# Finale del campionato NFL 1960
La finale del campionato NFL 1960 è stata la 28ª del campionato della NFL. La gara si tenne il 26 dicembre 1960 al Franklin Field di Filadelfia tra Green Bay Packers e Philadelphia Eagles.
Dopo la finale del campionato NFL 1958, in cui i Baltimore Colts batterono i New York Giants ai tempi supplementari, anche quella del 1960 fu un evento chiave per la storia del football. Quella fu l'unica sconfitta nei playoff in carriera per Vince Lombardi alla guida dei Packers, dopo la quale la squadra divenne una dinastia vincendo cinque campionati, inclusi i primi due Super Bowl, nell'arco di sette anni. Quell'anno la American Football League disputò la sua prima stagione e organizzò la sua prima finale una settimana dopo.

## Marcature
Primo quarto
GB-field goal da 20 yard 3–0 GB
Secondo quarto
GB-Paul Hornung su field goal da 23 yard 6–0 GB
Phi-Tommy McDonald su passaggio da 35 yard di Norm Van Brocklin (extra point trasformato da Walston) 7–6 PHI
Phi-Walston 15 yard FG 10–6 PHI
Terzo quarto
Nessuna
Quarto quarto
GB-McGee su passaggio da 7 yard di Bart Starr (extra point trasformato da Hornung) 13–10 GB
Phi- Ted Dean su corsa da 5 yard (extra point trasformato da Walston) 17–13 PHI